# Радиолокационный спасательный ответчик

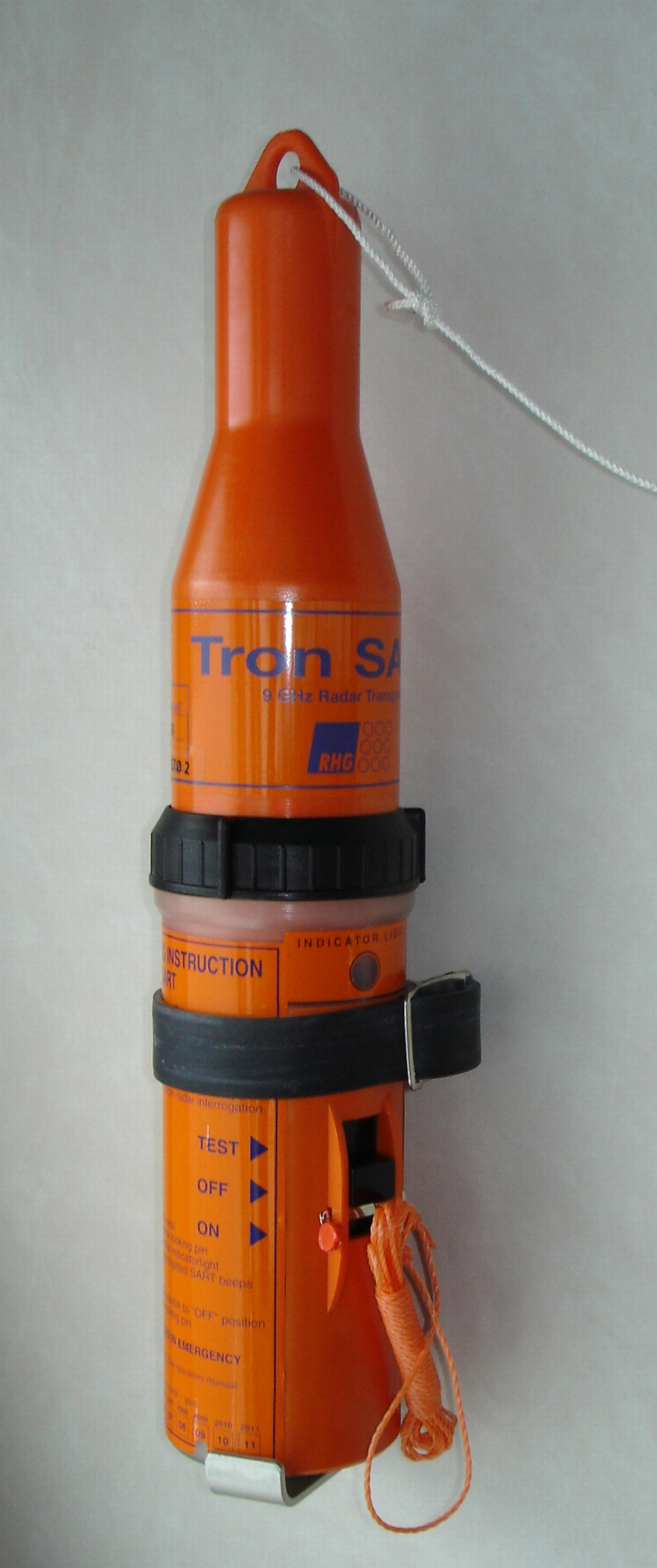
Приёмопередатчик SART производства компании Jotron

Радиолокационный спасательный ответчик (англ. SART, Search and rescue radar transponder) — радиолокационный ответчик, являющийся частью глобальной морской системы связи при бедствии (ГМССБ). Облегчает определение местоположения объектов, терпящих бедствие, путём передачи специальных сигналов на стандартные навигационные судовые радиолокационные станции.
Согласно требованию конвенции СОЛАС, на судах валовой вместимостью до 300 тонн ответчик не требуется, от 300 до 500 тонн должен быть как минимум один радиолокационный ответчик, на судах свыше 500 тонн — как минимум два.

## Описание

### Принцип действия
Аварийно-спасательный ответчик системы SART представляет собой приёмопередатчик, работающей в диапазоне частот морских навигационных радиолокационных станций 9,2-9,5 ГГц. В режиме ожидания работает только приёмник ответчика, при приближении судна или самолёта с действующей РЛС, приёмник фиксирует её излучение и в момент прихода очередного импульса активирует встроенный передатчик, который излучает серию ответных импульсов принимаемых узконаправленной антенной РЛС вместе с отражённым сигналом, это приводит к тому, что работа ответчика выглядит на экране радара в виде серии хорошо заметных на фоне помех, светящихся точек, направленных от объекта в сторону увеличения дальности (обычно 12 шт., чтобы перекрыть весь диапазон частот, каждый импульс передатчика ответчика модулируется по частоте). Таким образом оператор хорошо видит на экране РЛС аварийный объект в условиях, когда его идентификация может быть сильно затруднена, например при сильном волнении, в темноте среди плавающих обломков и т. п., РЛС при этом может быть любого типа без каких либо специальных дополнительных устройств, единственным критерием является соответствие диапазона частот. При приближении вплотную к объекту, ответчик обычно начинает активироваться боковыми лепестками антенны РЛС и изображение на её экране превращается в концентрические круги.

### Применение
В нормальных условиях радиолокационый ответчик находится на борту судна в выключенном состоянии. Он устанавливается вблизи спасательных шлюпок для возможности быстрого перемещения его туда при эвакуации. Когда ответчиков 2 и более, они устанавливаются с разных бортов судна. В аварийной ситуации ответчик обычно включает и при необходимости переносит в шлюпку ответственный по аварийному судовому расписанию. Для увеличения дальности обнаружения, ответчик должен устанавливаться как можно выше, при высоте 1 метр над уровнем моря обеспечивается обнаружение с судна на дальности около 5 морских миль и с самолёта, летящего на высоте 1 км, на дальности около 50 морских миль. Попадание ответчика в зону действия радара сигнализируется световым или звуковым сигналом.

### Технические характеристики
Согласно требованиям аварийные ответчики должны обеспечивать:
- ручное включение, выключение, индикацию в режиме готовность
- водонепроницаемость на глубине 10 метров в течение не менее 5 минут, выдерживать сбрасывание в воду с высоты 20 метров, иметь плавучий линь
- визуальную или звуковую индикацию нормальной работы и предупреждения о том, что РЛО приведён в действие радаром
- работу в режиме ожидания 96 часов и 8 часов при непрерывном облучении импульсами радара частотой 1 кГц
- сохранять работоспособность в диапазоне температур от −20° до +55°С
- срабатывать на расстоянии до 5 миль при облучении РЛС с высотой антенны 15 метров и при облучении самолётной РЛС мощностью 10 кВт на расстоянии до 30 миль с высоты 1000 метров.

Корпуса РЛО, как правило, имеют высокую прочность, положительную плавучесть и для лучшей заметности, окрашены в ярко-оранжевые цвета, кроме этого на них может иметься сигнальная лампа, работающая в качестве сигнального маячка. Источниками питания являются одноразовые батареи, допускающие длительные сроки хранения 5-10 лет.